# Drottning av Sverige (TV-serie)
Drottning av Sverige är en svensk TV-serie från 1997 av Marianne Söderberg och Agneta Ulfsäter-Troell. Programmet hade premiär den 17 mars 1997. Serien berättar om Bernadottarnas drottningar.

## Avsnitt

### Avsnitt 1
Det första avsnittet berättar om borgarflickan Désirée Clary från Marseille i Frankrike som kom att bli stammoder till en helt ny svensk kungadynasti genom sitt äktenskap med Marskalken av Frankrike, Jean Bernadotte, som blev Sveriges kronprins och kung.

### Avsnitt 2
Det andra avsnittet berättar om den bayerska prinsessan Joséphine av Leuchtenberg, som sexton år gammal ingick äktenskap med den svensk-norske kronprinsen Oscar, med vilken hon fick fyra prinsar, varav två blev kungar.

### Avsnitt 3
Det tredje avsnittet berättar om den holländska prinsessan Louise av Nederländerna. Som var Sveriges och Norges drottning men hela livet stod i skuggan av sin make, Karl XV.

### Avsnitt 4
Det fjärde avsnittet berättar om den tyska prinsessan Sophie av Nassau, som givit namn åt både Sophiahemmet i Stockholm och Sofiero slott i Skåne. Men som även var hustru till Oscar II och mor till fyra prinsar.

### Avsnitt 5
Det femte avsnittet berättar om den tyska prinsessan Victoria av Baden, hustru till Gustav V och mor till tre prinsar. En perfekt drottning för ett annat klimat, ett annat land och en annan tid.

### Avsnitt 6
Det sjätte och sista avsnittet berättar om den tyska prinsessan Louise av Battenberg, som förlorat sin kungliga värdighet under första världskriget och återfår den som hustru till Sveriges blivande kung, Gustaf VI Adolf.